# Saedinenie
Saedinenie (bulgarisch Съединение) ist eine Stadt und Verwaltungszentrum einer gleichnamigen Gemeinde in der Oblast Plowdiw in Zentralbulgarien. Die Stadt mit 5.018 Einwohnern (Stand: 31. Dezember 2022) liegt in der Thrakischen Ebene, ca. 20 km nordwestlich von Plowdiw. Die Autobahn A1 verläuft in 7 km Entfernung südlich.
Der Name der Stadt bedeutet auf Bulgarisch Vereinigung. Sie ist seit 2005 Namensgeber für das Saedinenie-Schneefeld auf der Livingston-Insel in der Antarktis.